# Duiklamp

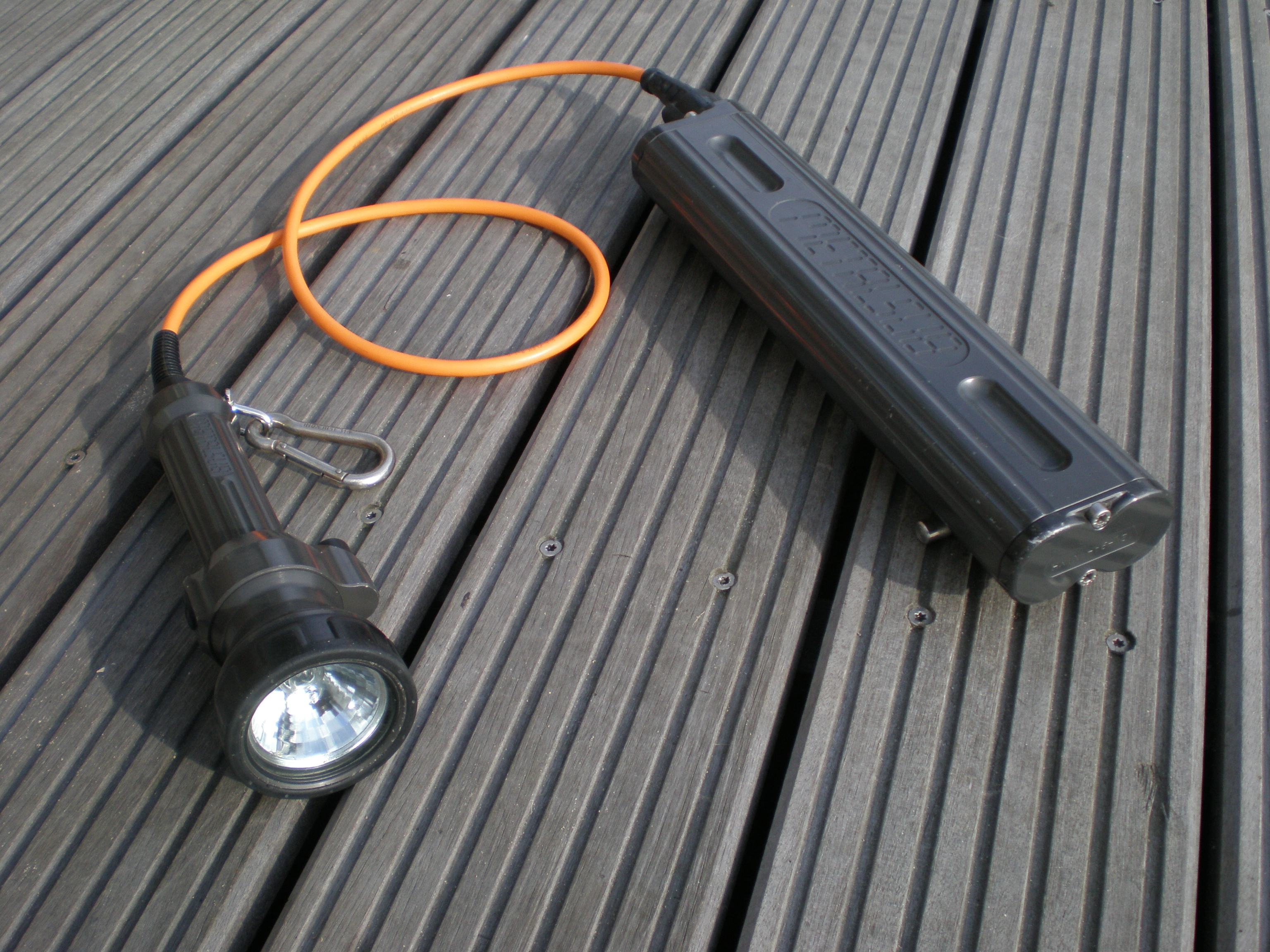
Een metalsub kabellamp

Een duiklamp is een speciale waterdichte uitvoering van de zaklantaarn.

## Doelstelling

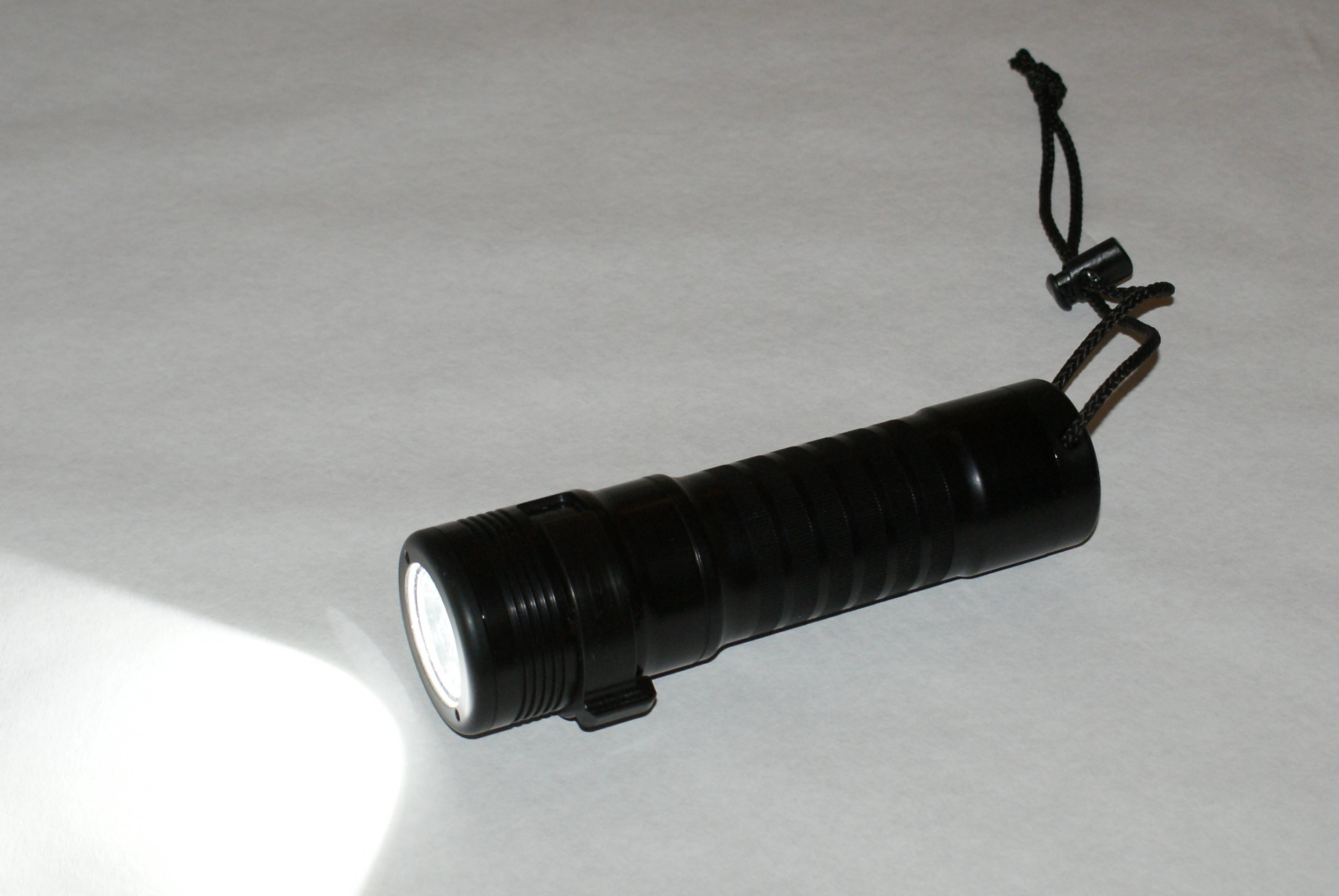
Duiklamp

De doelstelling van een duiklamp is tweeledig. Enerzijds wordt een duiklamp gebruikt in de traditionele rol, namelijk het brengen van licht in de duisternis, anderzijds wordt een duiklamp gebruikt om het kleurenspectrum onder water uit te lichten. 
Met name bij de tweede doelstelling is het belangrijk te weten dat kleur zich onder water wezenlijk anders gedraagt dan boven water. Waar boven water (bij daglicht) het gehele zichtbare spectrum (rood - oranje - geel - groen - blauw - violet) ongeveer even goed zichtbaar is, zijn onder water sommige kleuren beter zichtbaar dan andere. Zo is op 5 meter diepte de kleur rood al behoorlijk verminderd en moeilijk waarneembaar. Het gebruik van een duiklamp is dan ook noodzakelijk om op grotere diepten alle kleuren te kunnen waarnemen, mits deze lamp voldoende "roodlicht" uitstraalt.
Belangrijk is dan ook wat voor type lamp gemonteerd is. Elk type heeft zijn eigen spectrum en is soms ook nog merk/kwaliteits afhankelijk.
Hierbij is wel belangrijk om te weten dat het menselijk oog het verminderde rood ook als zodanig waarneemt, maar de hersenen dit wel compenseren. Hieraan is wel een grens, want als geen rood is zullen de hersenen dit ook niet zomaar erbij maken. Dit blijkt uit foto's en film. Het typische blauw (in helder water) op de foto wordt door de ogen/herenen niet zo ervaren. 
Ooit werd een plaatje met een kleurenpalet gebruikt als dieptemeter. Bij elke kleur stond een diepte aangegeven.

## Energiebron
De meeste duiklampen zijn uitgerust met speciale (NiCd of NiMH) oplaadbare batterijen met een eigen lader. Duiklampen in het goedkopere segment maken soms gebruik van standaard batterijen (vaak AA of C-CEL). In deze lampen kan als energiebron gebruikgemaakt worden van standaard oplaadbare batterijen. 

## Lampen
Net als bij de autolampen gebruikt men steeds modernere technieken, waar de traditionele duiklamp vaak nog met een soort fietslampje was uitgerust, zijn tegenwoordig dan ook duiklampen te koop met: 
- Halogeenlampen
- Xenonlampen
- Led-verlichting
- HID-lampen

## Uitvoeringen
Duiklampen zijn in een aantal uitvoeringen beschikbaar.
- Handlampen: pistoolgreep of lantaarngreep
- Kabellampen (met een aparte accutank)
- Hoofdlampen